# Перле (виноград)
Перле (нем. Perle — «жемчужина», или нем. Perle von Alzey — «жемчужина Альцая») — технический (винный) сорт винограда, используемый для производства белых вин в Германии. Несмотря на розовый или даже красный цвет кожицы, его относят к белым сортам.

## Происхождение
Сорт получен в 1927 году немецким виноделом Георгом Шоем (нем. Georg Scheu) в городе Альцай скрещиванием Ротер Траминер × Мюллер-тургау и назван в честь города Альцай. В 1950 году Ганс Брейдер (нем. Hans Breider) в Баварском государственном институте виноделия и растениеводства (нем. Bayerische Landesanstalt für Weinbau und Gartenbau) занялся разведением сорта. С тех пор его называют просто Perle.
В 1961 году сорт был разрешен к разведению в Германии.

## География
В основном культивируется в двух немецких винодельческих регионах — Франкония и Рейнгессен. Сорт теряет популярность, и площадь виноградников, занятых им, постепенно падает — 181 га в 1994 году, 93 га в 2001 году, 43 га в 2008 и лишь 19 га в 2015.
Сорт разрешен к разведению в Великобритании, но малопопулярен.

## Основные характеристики
Листья небольшие, трех- или пятилопастные.
Цветок обоеполый.
Грозди средние, конические, плотные, крылатые.
Ягоды средние, округлые или слегка овальные, розовые или красные.
Сорт раннего периода созревания. Вызревает через 10-20 дней после Шаслы белой.
Сорт мало повреждается весенними заморозками из-за позднего распускания почек.
Неустойчив против оидиума и мильдью, устойчив к серой гнили.

## Применение
Используется для изготовления белых вин с невысоким уровнем алкоголя, низкой кислотностью и лёгкой, быстроулетучивающейся цветочной ароматикой. 

## Синонимы
Perle, Perle von Alzey, Zuchtstammnummer Az 3951, Zuchtstammnummer Wü S 3951.